# آدم شيلدز
آدم شيلدز (بالإنجليزية: Adam Shields)‏ هو متسابق دراجات نارية أسترالي، ولد في 8 فبراير 1977.